# Kingston (Illinois)
Kingston – wieś w Stanach Zjednoczonych, w stanie Illinois, w hrabstwie DeKalb.